# Erni Maissen
Pour les articles homonymes, voir Maissen.
Erni Maissen est un joueur de football suisse né le 1er janvier 1958 à Reinach, dans le canton de Bâle-Campagne.

## Biographie

### En club
- 1975-1982 : FC Bâle
- 1982-1983 : FC Zurich
- 1983-1987 : FC Bâle
- 1987-1989 : BSC Young Boys
- 1989-1991 : FC Bâle

### En sélection
- 29 sélections en équipe de Suisse.
- Première sélection : Suisse-Tchécoslovaquie 2-0, le 26 mars 1980 à Bâle
- Dernière sélection : Allemagne-Suisse 1-0, le 27 avril 1988 à Kaiserslautern

## Palmarès
- Champion suisse en 1977 avec FC Bâle
- Champion suisse en 1980 avec FC Bâle